# Alexandre I de Sèrbia
No confondre amb Alexandre I de Iugoslàvia
Alexandre I o Alexandre Obrenović (en ciríl·lic serbi: Александар Обреновић; Belgrad, 14 d'agost de 1876-ibíd., 11 de juny de 1903) va ser l'últim rei de Sèrbia de la dinastia Obrenović; va regnar entre l'abdicació del seu pare el 1889 i el seu assassinat, comès el 1903.

## Biografia

### Infància
Alexandre era el fill major del rei Milà I de Sèrbia i de la seva esposa, Natalija Obrenović. El seu pare pertanyia a la dinastia Obrenović, que havia governat Sèrbia amb grans dificultats, degut principalment a l'oposició d'un clan rival, els Karađorđević.

### Regnat
Alexandre va ascendir al tron serbi després de la inesperada abdicació del seu pare, Milà I el 1889; la seva mare, la reina Natalija va assumir la regència durant la minoria d'edat del seu fill, que el 1893 es va autoproclamar major d'edat assumint la corona, i a l'any següent va decidir abolir arbitràriament la Constitució liberal de 1889 promulgada pel seu pare, i va restaurar la de 1869.
Durant la guerra greco-turca de 1897 va mantenir una estricta neutralitat. Aquest mateix any va cridar a Sèrbia al seu pare, que es trobava en l'exili, i en 1898 el va nomenar comandant en cap de l'Exèrcit serbi. Durant aquesta època, Milan va ser considerat el governant de facto del país.

### Matrimoni i col·lapse de la monarquia

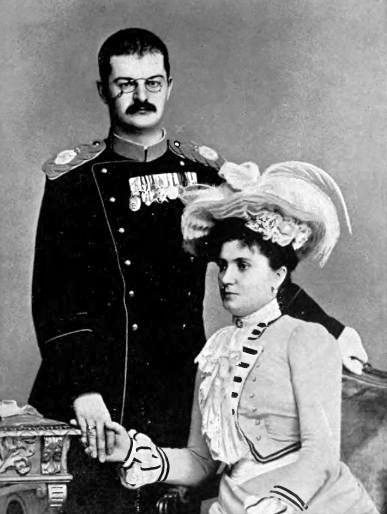
El rei Alexandre amb Draga Mašin (c. 1900)

El 5 d'agost de 1900 Alexandre I va contreure matrimoni amb Draga Mašin, antiga dama de companyia de la seva mare, la reina Natalija, afrontant l'oposició dels seus pares i del seu gabinet de govern. La reina mare Natalija es va oposar frontalment a aquell matrimoni entre el seu fill i una plebea, i per aquest motiu va haver d'exiliar-se. El rei Milan per la seva banda, que al moment del compromís es trobava a Carlsbad (actual Karlovy Vary) fent gestions per casar al seu fill amb una princesa alemanya, i el primer ministre, Vladan Đorđević, que estava visitant l'Exposició Universal de París, van expressar la seva oposició dimitint dels seus càrrecs respectius. Des d'aquest moment, Alexandre va tenir grans dificultats per formar un nou govern. L'oposició contra les noces només es va apaivagar una miqueta quan el tsar Nicolau II de Rússia va enviar les seves felicitacions al rei de Sèrbia, acceptant ser el principal testimoni de les seves noces.
Malgrat tot, el matrimoni va afeblir la posició del rei davant l'exèrcit i el poble. Des del moment en el qual es va anunciar les noces, l'opinió pública es va tornar en contra seva. Es percebia a Alexandre com un jove totalment seduït per una dona molt major que ell. Moltes persones van jutjar que gran part dels errors del rei Alexandre es devien a la nefasta influència de la seva esposa. Va haver-hi fins i tot rumors que Alexandre, que no tenia fills, nomenaria successor al tron al seu cunyat, el germà de la reina Draga.
Aquest últim gest va ser la gota que va fer vessar el got. El 10 de juny de 1903 va tenir lloc un cop d'estat a Belgrad, i a les dues de la matinada del dia 11 el palau real va ser assaltat per un grup d'oficials de l'exèrcit. Curiosament, el líder dels insurrectes era el germà del difunt primer marit de la reina Draga. Després de passar hores amagats en el vestidor de la reina, els assaltants, un grup de conspiradors suposadament pertanyents al grup Unificació o Mort van capturar a la parella real, que va ser brutalment assassinada. Els seus cossos mutilats van ser llançats per la balconada. El cop havia estat planificat durant dos anys per oficials de l'Exèrcit i comptava amb el beneplàcit dels principals polítics i de l'opinió pública en general.
Després de la sagnant fi de la dinastia Obrenović, la dinastia rival, els Karađorđević, van ascendir al tron serbi.

## Distincions honorífiques
- Sobirà Gran mestre de l'Ordre de Takovo (Regne de Sèrbia, 06/03/1889).
- Sobirà Gran mestre de l'Ordre de l'Àguila Blanca (Regne de Sèrbia, 06/03/1889).
- Sobirà Gran maestre de l'Ordre de Sant Sava (Regne de Sèrbia, 06/03/1889).
- Cavaller del Gran collaret de l'Ordre del Sant Príncep Llatzer (Regne de Sèrbia, 28/06/1889).
- Sobirà Gran mestre (i fundador) de l'Ordre de Miloš el Gran (Regne de Sèrbia, 11/12/1898).
- Cavaller de la Suprema Ordre de la Santíssima Anunciació (Regne d'Itàlia).